# Anatolij Kudrjavitskij

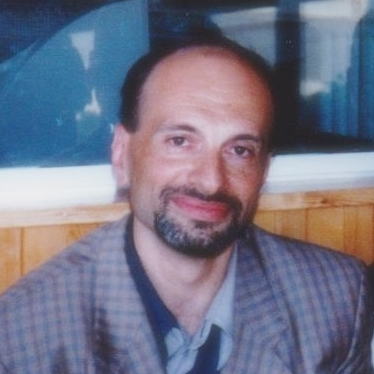
Anatolij Kudrjavitskij

Anatolij Kudrjavitskij (ryska: Анатолий Кудрявицкий; engelska: Anatoly Kudryavitsky) född 17 augusti 1954 i Moskva, är en rysk-irländsk författare. Kudrjavitskij arbetade som journalist och översättare. Han emigrerade 1999 och nu lever han i Dublin. Han skriver romaner på ryska och poesi på engelska, och redigerar SurVision Magazine. Han skriver också haiku på engelska, och redigerar Shamrock Haiku Journal. Kudrjavitskij har översatt dikter av Aris Fioretos och Katarina Frostenson till ryska och Tomas Tranströmers dikter till engelska och ryska.,